# Гайдамак Аркадій Олександрович
Аркадій Олександрович Гайдамак (нар. 8 квітня 1952, Бердичів) — єврейський підприємець і громадський діяч, громадянин Франції та Ізраїлю.

## Біографічні відомості
Народився 8 квітня 1952 року в місті Бердичеві (за іншими даними, він народився в Москві, але виріс в Україні).
У 1972 році емігрував в Ізраїль, де взяв собі ім'я Ар'є Бар-Лев. Жив у кібуці (сільськогосподарському поселенні), працював вантажником, матросом на танкері. Незабаром виїхав до Франції, де створив перекладацьке бюро, яке обслуговувало в основному радянські місії.
За повідомленнями ЗМІ, в 1980-ті роки Гайдамак встановив відносини з ангольським урядом. Преса стверджувала, що незабаром Гайдамак почав продавати Анголі зброю для боротьби з повстанцями, незважаючи на міжнародне ембарго.
Після розпаду СРСР бізнесмен здійснював інвестиції в різні проекти на пострадянській території. Ім'я Гайдамака пов'язували з махінаціями навколо повернення ангольського боргу Росії: у 1995—1996 роках саме Гайдамак вів переговори з врегулювання ангольського боргу. Однак сам підприємець відкидав всі звинувачення у незаконності здійснених в той період угод.
У 2000 році у Франції проти Гайдамака було висунуто звинувачення в незаконному продажі зброї Анголі, у зв'язку з чим бізнесмен переїхав до Ізраїлю. Ізраїль відмовився екстрадувати його до Франції.
В Ізраїлі Аркадій Гайдамак придбав низку підприємств і спортивних команд. Зокрема, він купив єрусалимський футбольний клуб «Бейтар», спонсорував баскетбольну команду «Апоель» (Єрусалим).
Паралельно Гайдамак розвивав бізнес в країнах СНД. У 1996—1999 роках він входив до ради директорів банку «Москва», в 2000—2001 роках очолював раду директорів банку «Російський кредит». У 2006 році придбав видавничий дім «Московські новини» (на базі якого створив холдинг «Об'єднані медіа»). У 2008 році холдинг Гайдамака припинив видання «Московских новостей», передавши цей бренд РІА "Новости". За повідомленням ЗМІ, у липні 2009 року «Об'єднані медіа» були продані металургійному магнату, власникові Новолипецького комбінату Володимиру Лісіну.
Повідомлялося також, що Гайдамаку належить низка активів в агропромисловому комплексі. За інформацією преси, в 2005 році він створив ТОВ «Агросоюз», у якого були шість птахофабрик у Підмосков'ї і Башкирії. Гайдамака називали також власником ВАТ «Мелеузовські мінеральні добрива» в Башкирії.
Аркадій Гайдамак також займався політикою. У 2007 році він створив в Ізраїлі рух «Цедек Гевраті» («Громадська справедливість»). У липні 2007 року в Єрусалимі на першому з'їзді руху Гайдамак заявив, що буде домагатися відставки уряду Егуда Ольмерта і підтримувати лідера партії «Лікуд» Біньяміна Нетаньягу.
У липні 2008 року Аркадій Гайдамак висунув свою кандидатуру на пост мера Єрусалиму. На виборах, що відбулися в листопаді, Гайдамак зазнав поразки, зумівши зайняти лише третє місце з 3,6 % голосів.
1 жовтня 2009 агентство Франс Прес з посиланням на заяву ізраїльського Мін'юсту повідомило, що уряд Ізраїлю пред'явив Гайдамаку звинувачення в шахрайстві і відмиванні грошей. У документах, переданих до суду Тель-Авіва, Гайдамак обвинувачувався в змові з високопоставленими банкірами з метою приховування фінансових операцій на 175 мільйонів доларів. За версією звинувачення, Гайдамак намагався купити голландську компанію, не повідомивши владі, що гроші для операції виділяються з порушенням закону про боротьбу з легалізацією незаконно нажитих коштів.
27 жовтня 2009 року виправний суд Парижа засудив Аркадія Гайдамака до шести років в'язниці за незаконні постачання зброї до Анголи, ухиляння від податків і корупцію. За даними слідства, в розпал громадянської війни в Анголі владний режим Жозе Едуарду душ Сантуша планував купити у Франції озброєння, але отримав відмову. Тоді влада Анголи звернулася до французького підприємця П'єра Фалькона, який разом з Гайдамаком організував постачання з Східної Європи зброї на 790 мільйонів доларів, у тому числі 150 тисяч снарядів, 12 вертольотів, шість бойових кораблів.
Аркадій Гайдамак — громадянин Франції та Ізраїлю. Крім цього, завдяки внеску в економіку Анголи і Канади має у своєму розпорядженні дипломатичні паспорти цих країн.
У лютому 2009 року преса писала, що Гайдамак подав прохання на отримання російського громадянства (у 1970-х Гайдамак відмовився від радянського паспорта, щоб емігрувати в Ізраїль). В останні роки бізнесмен проживає в Москві.
Аркадій Гайдамак відомий як найбільший спонсор єврейської громади в Росії. У травні 2005 року він був обраний президентом Конгресу єврейських релігійних організацій і об'єднань країни (КЕРООР).
Нагороджений вищим орденом Франції — орденом Почесного легіону за порятунок у 1995 році двох французьких льотчиків з боснійського полону.
Аркадій Гайдамак — колекціонер: йому належить велика колекція ампіру. Крім того, він є автором книги «Російський ампір» (2000).
У Гайдамака є син і дві доньки. У 2006 році Олександр Гайдамак, син підприємця, став одноосібним власником англійського футбольного клубу «Портсмут».